# لیلی‌دورپ
لِیلی‌دورپ (به لاتین: Lelydorp) یک منطقهٔ مسکونی در سورینام است که در Wanica District واقع شده‌است. لیلی‌دورپ ۱۴۹ کیلومتر مربع مساحت و ۱۹٬۹۱۰ نفر جمعیت دارد و ۹ متر بالاتر از سطح دریا واقع شده‌است.

## نگارخانه

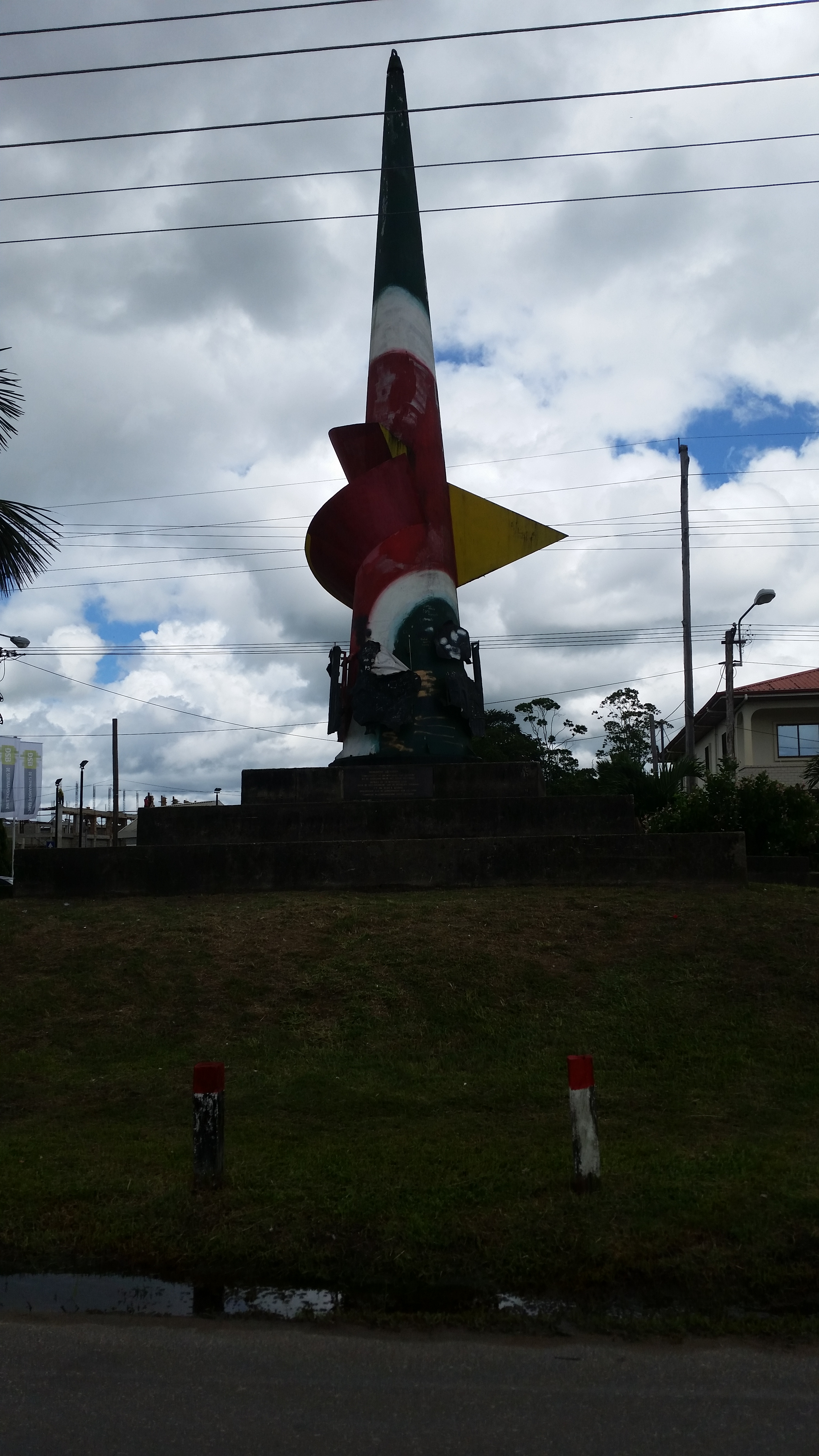